# Radio Sevilla
Radio Sevilla est une station de radio établie dans la ville de Séville, en Espagne. 
Fondée en 1924, fusionnée en 1927 avec une autre station locale créée en 1925, la station a son siège au no 6 de la rue Rafael González Abreu à Séville et appartient aujourd’hui à la chaîne Cadena SER, laquelle fait à son tour partie du groupe PRISA. Il échut à la station de jouer un rôle notable dans les premiers mois de la Guerre civile, lorsque, une fois conquise par les troupes rebelles le 18 juillet 1936, elle diffusa les virulentes tribunes radiophoniques du général insurgé Queipo de Llano — précoce exemple de guerre psychologique par voie médiatique.

## Fréquences
Radio Sevilla partage son siège de la calle González Abreu avec la section régionale d’autres stations du groupe PRISA. Ces stations se sont vu octroyer les fréquences suivantes :
| Émetteur                          | Fréquence |
| Radio Sevilla (ondes moyennes)    | 792 AM    |
| Radio Sevilla (fréquence modulée) | 103.2 FM  |
| Los 40 Classic                    | 94.8 FM   |
| Los 40                            | 97.1 FM   |
| Cadena Dial                       | 102.4 FM  |
| Radiolé                           | 101.5 FM  |
| Ser + Sevilla                     | 96.5 FM   |

## Programmation
Radio Sevilla retransmet en chaîne, avec les autres stations de la chaîne Cadena SER, la programmation nationale réalisée dans les studios de Radio Madrid, à l’exception des émissions La ventana et Si amanece nos vamos, qui sont produites dans les studios de Radio Barcelona.

## Histoire

### Fondation, dictature primorivériste et Seconde République
En 1924, sous la dictature de Primo de Rivera, les stations de radio suivantes se sont vu attribuer une licence de radiodiffusion : Radio Barcelona (EAJ-1), Radio España de Madrid (EAJ-2), Radio Cádiz (EAJ-3) et Estación Castilla (EAJ-4), cette dernière, qui émettait de Madrid, ayant été fondée par l’ingénieur Antonio Castilla.
Le 31 juillet 1924, Radio Club Sevillano, indicatif 4XX, obtint l’autorisation d’émettre sous l’indicatif EAJ-5 ; cependant, en raison de problèmes techniques, la radiodiffusion dut être temporairement suspendue en septembre. En octobre, la programmation de cette radio locale était annoncée dans la presse locale. Le 18 octobre, l’indicatif 4XX fut remplacé à titre définitif par EAJ-5. La nouvelle station, dont le premier siège était situé au no 16 de la rue Marqués de Nervión, utilisait un émetteur relativement puissant construit par Radio Ibérica, des frères de la Riva. L’année suivante, à la suite de dissensions internes à Radio Club Sevillano, l’Association Radio Sevilla vit le jour, dont Manuel García Ballesta prit la tête et qui comptait dans ses rangs le prestigieux présentateur Ramón García Lara. Ladite association obtint son autorisation à émettre en avril 1925, sous l’indicatif EAJ-17, et commença ses émissions le 1er juillet de cette même année.
En 1924, seuls une centaine de récepteurs radio étaient recensés dans la ville de Séville, encore que leur nombre réel ait probablement été plus élevé ; par cette faible audience, les deux radios sévillanes souffraient d’un manque de recettes. EAJ-5 émettait avec une puissance d’un quart de kilowatt et EAJ-17 d’un demi-kilowatt. Quant au contenu des deux radios, il consistait en nouvelles locales, tirées de la presse régionale, en émissions de débat et en émissions musicales.
Le 2 octobre 1925, EAJ-17 retransmit depuis le théâtre San Fernando une représentation de l’opéra Carmen de Georges Bizet, opération qui allait faire figure de véritable jalon dans l’histoire de la radio locale. Le 12 octobre, pour surclasser sa rivale, EAJ-5 réagit en disposant des haut-parleurs sur la place San Francisco afin de permettre aux citoyens de Séville d’écouter une allocution du chef du Directoire militaire, Miguel Primo de Rivera. Début 1926, les deux radios concurrentes parvinrent à un accord : EAJ-17 émettrait désormais entre 19 et 21 heures, et EAJ-5 entre 21 et 23 heures. À partir de juillet, les deux radios allaient diffuser la même programmation en jours alternés, et la même année, Unión Radio convint avec EAJ-5 et EAJ-17 de créer Unión Radio Sevilla, en gardant l’indicatif EAJ-5.

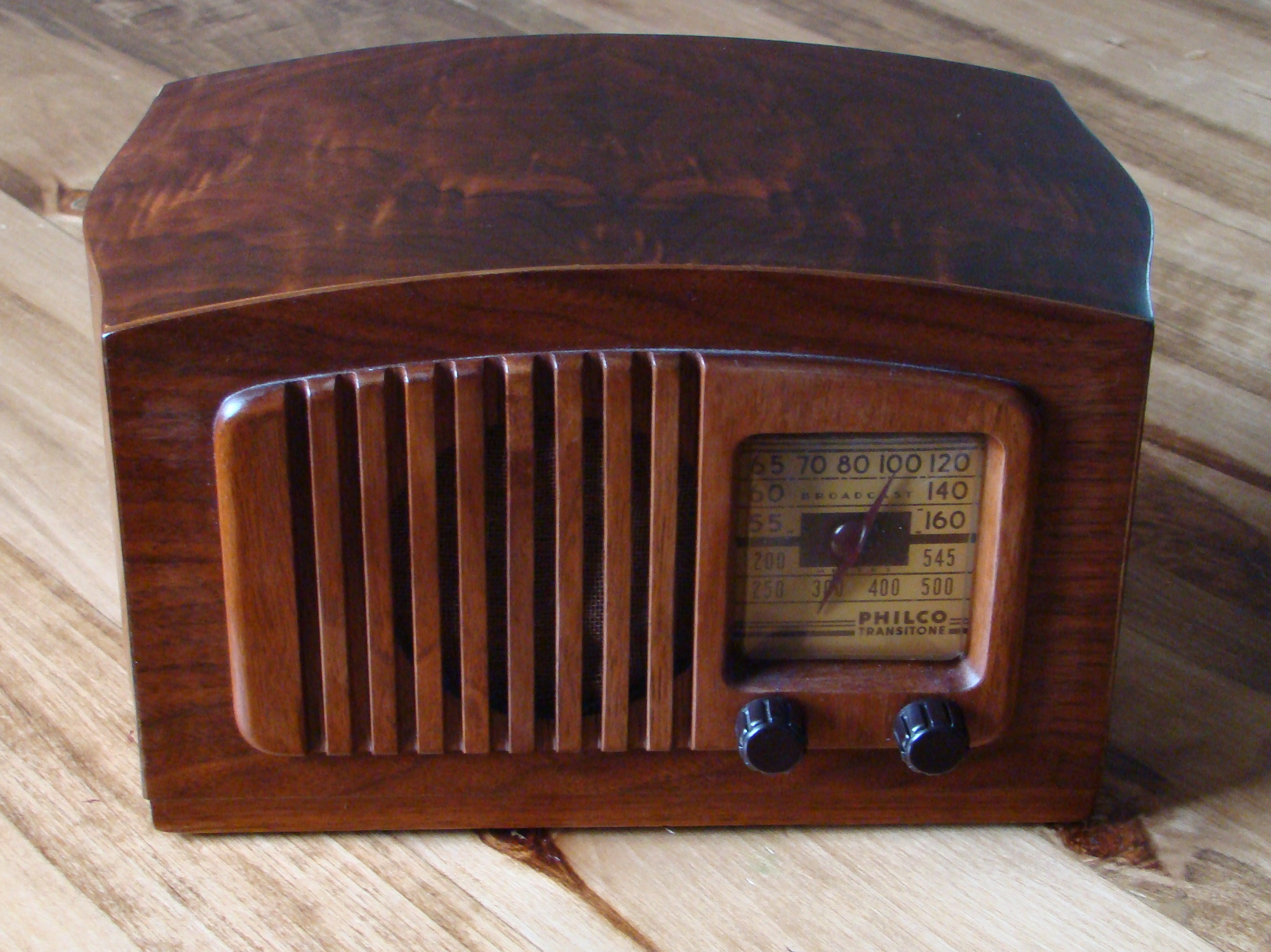
Récepteur radio Philco Modèle PT-44 (1941).

En janvier 1927, EAJ-5 déménagea son siège vers un immeuble sis calle Rafael González Abreu, dans le centre historique de la ville. À cette époque, la radio émettait avec 1 kW de puissance et utilisait un microphone moderne de marque Reitz. En 1928, sa puissance passa à 2 kW. Cette même année, la station créa un « espace pour auditeurs » (Espacio para oyentes), à l’intention desquels de la musique était enregistrée sur des disques de gramophone. La station s’attacha également à couvrir les événements de l’Exposition ibéro-américaine de 1929, et d’autre part effectua cette même année ses premières retransmissions sportives, faisant le 2 février le reportage de la rencontre Racing de Santander-Sevilla Fútbol Club et le 15 mars du match Espagne-Portugal. La même année encore eut lieu la première retransmission de la Semaine sainte de Séville.
En 1931, Unión Radio Sevilla, qui était alors la seule station sur ondes moyennes d’Andalousie, desservait les provinces de Huelva, de Cadix, de Cordoue et de Jaén, toutes situées dans la vallée du Guadalquivir. Toujours cette même année, la radio fit pour ses auditeurs le compte rendu de la transition de la monarchie bourbonienne à la Seconde République. En 1932 eut lieu la tentative (avortée) de coup d’État, dite Sanjurjada, déclenchée par les généraux Barrera et Sanjurjo, ce dernier se proposant d’exécuter ce coup de force depuis Séville. À Madrid, le président Azaña coupa court à la tentative, mais Sanjurjo prononça un discours sur Unión Radio Sevilla sur un ton triomphaliste en se proclamant Capitaine général d’Andalousie, nonobstant quoi il fut mis en détention le lendemain à Huelva.
Dans les premières années de la Seconde République, la radio fit acquisition auprès de la BBC d’un émetteur de 5 kW pour la somme de 80 000 pesetas, tout en élargissant dans le même temps ses horaires de diffusion. Du fait de son appartenance à la chaîne Unión Radio, elle avait accès aux informations les plus complètes sur le plan national et empruntait des émissions de divers types à Unión Radio Madrid. Sous le parrainage de Ford Motor Ibérica, la station réussit à diffuser depuis Séville une émission en provenance de Barcelone. La radio sut aussi proposer des contenus internationaux, tels que l’inauguration du Congrès eucharistique international de Buenos Aires de 1934, un festival consacré à Wagner à Vienne, et des concerts de la BBC.

### Guerre civile et régime franquiste

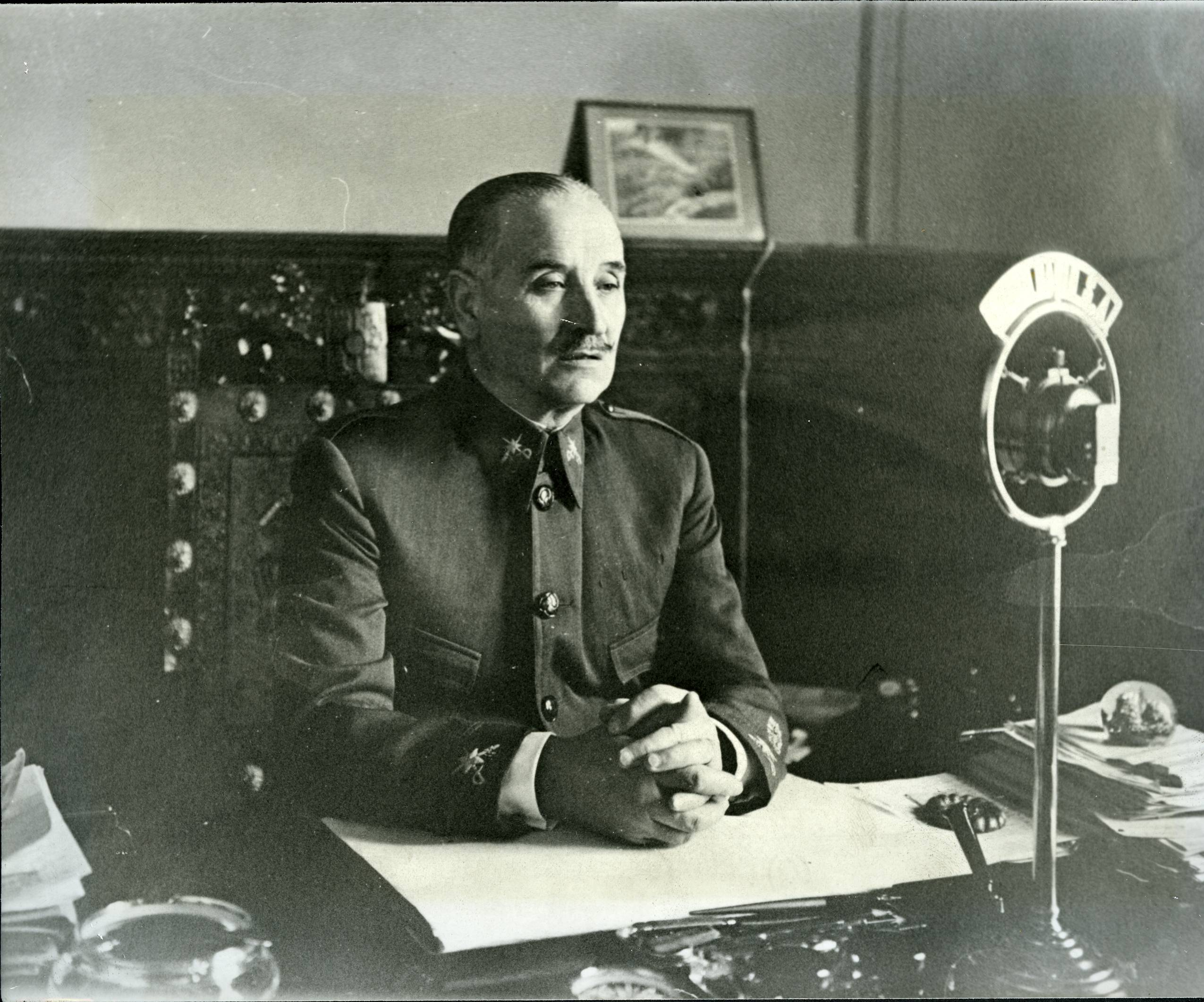
Le général Queipo de Llano au micro de Radio Sevilla, occupé à prononcer une de ses fameuses harangues radiophoniques.

Quelques jours avant le soulèvement militaire de juillet 1936 contre la République, le directeur des installations techniques de la station, l’ingénieur Antonio Fontán, s’accorda avec José Cuesta Monereo, l’un des responsables de la rébellion à Séville, d’appuyer celle-ci. Après que les troupes insurgées se furent emparées de Séville le 18 juillet 1936, le général Queipo de Llano, qui commandait les insurgés dans la ville, prononça dans les jours suivants plusieurs allocutions radiophoniques sur Radio Sevilla. En effet, dès que le service de radiodiffusion eut été placé aux mains de Queipo de Llano, celui-ci prononça le 19 juillet, à dix heures du matin, la première de ses fameuses et virulentes tribunes, ou « causeries » (charlas) ; ce jour-là et les jours suivants, jusqu’à la fin définitive des combats dans les rues de Séville, ses allocutions furent diffusées à un rythme de trois quotidiennement, à savoir : à dix heures du matin, trois heures de l’après-midi et dix heures du soir. Séville une fois pacifiée, seule subsista encore l’allocution du soir, laquelle allait se poursuivre pendant 18 mois sans discontinuer, et ce jusqu’au moment où les obligations de sa charge allaient conduire Queipo de Llano à s’absenter de Séville. Cependant, Queipo de Llano se faisait accompagner de l’équipe mobile de Radio Sevilla, grâce à quoi la causerie continua d’avoir lieu y compris sur le front des opérations. Queipo de Llano, quoique brutal, insultant et menaçant dans ses propos, fait néanmoins aussi figure de virtuose et de pionnier de la guerre psychologique par voie radiophonique. On l’écoutait y compris dans la zone républicaine, où les gens le suivaient clandestinement. Si sa brutalité servit le camp nationaliste pendant un temps, elle contribuait aussi à en donner une image déplorable à l’étranger, de sorte qu’en février 1938 Franco décida de mettre fin à ces émissions. Cette même année 1938, dans un intermède satirique intitulé Radio Sevilla, Rafael Alberti se plut à caricaturer les causeries radiophoniques de Queipo de Llano.
Le 28 juillet 1936, la radio fut mise sous tutelle de Radio España de Madrid. Pendant la Guerre civile, Unión Radio Sevilla s’efforça aussi, par ses propres émetteurs locaux de la région andalouse et en jouant sur les interférences, d’oblitérer totalement certain émetteur de gauche implanté à Jaén. Dans les premiers jours de la rébellion militaire, il était presque impossible de capter Radio Sevilla à Madrid à cause du fonctionnement ininterrompu de Radio España, mais les jours passant, cette station fut amenée à cesser de temps à autre ses émissions, ce dont Radio Sevilla profitait pour mettre en marche son propre émetteur.

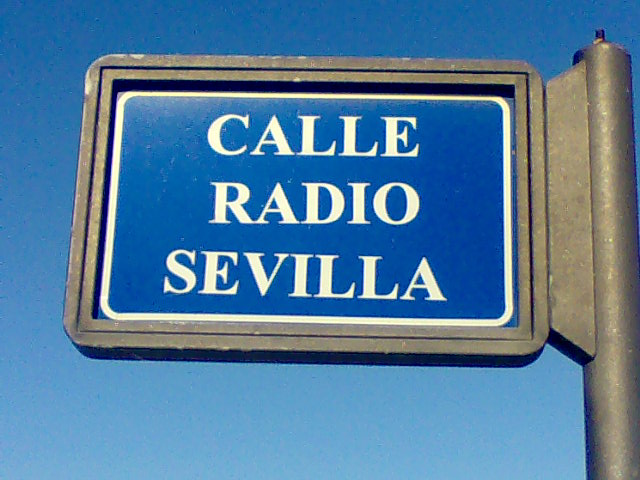
Plaque de rue de la calle Radio Sevilla, dans le centre de Séville.

Vers la fin de la décennie 1930, la radio avait en sa possession quelque 7 000 disques, soit l’une des plus riches collections d’Espagne. En septembre 1940, Unión Radio se mua en la Sociedad Española de Radiodifusión (SER). L’ingénieur Fernando Machado Cayuso dirigea ensuite Radio Sevilla de 1941 à 1973.
En 1942, Radio Sevilla diffusa sa première émission-concours. En 1948, la station avait dans sa programmation trois émissions en direct devant public : Dígalo con música (littér. Dites-le avec de la musique, émission diffusant de la musique sur demande des auditeurs), Hacia la fama (littér. Vers la célébrité, à l’intention de chanteurs débutants) et Lo toma o lo deja (approximat. À prendre ou à laisser, jeu-concours). Les deux dernières citées étaient conduites par le célèbre journaliste radiophonique Rafael Santisteban, qui invitait dans ses émissions des personnalités telles que Antonio Machín, Pepe da Rosa, Carmen Florido, Lola Flores et Carmen Sevilla. Dans les années 1950, l’humoriste Pepe da Rosa avait une rubrique d’imitations intitulée Las cosas de don Pepe.
Le journaliste Filiberto Mira attira l’attention du public avec une émission taurine sur Radio Sevilla intitulée Los toros et avec une émission consacrée aux confréries de la Semaine sainte à Séville et nommée Cruz de guía.

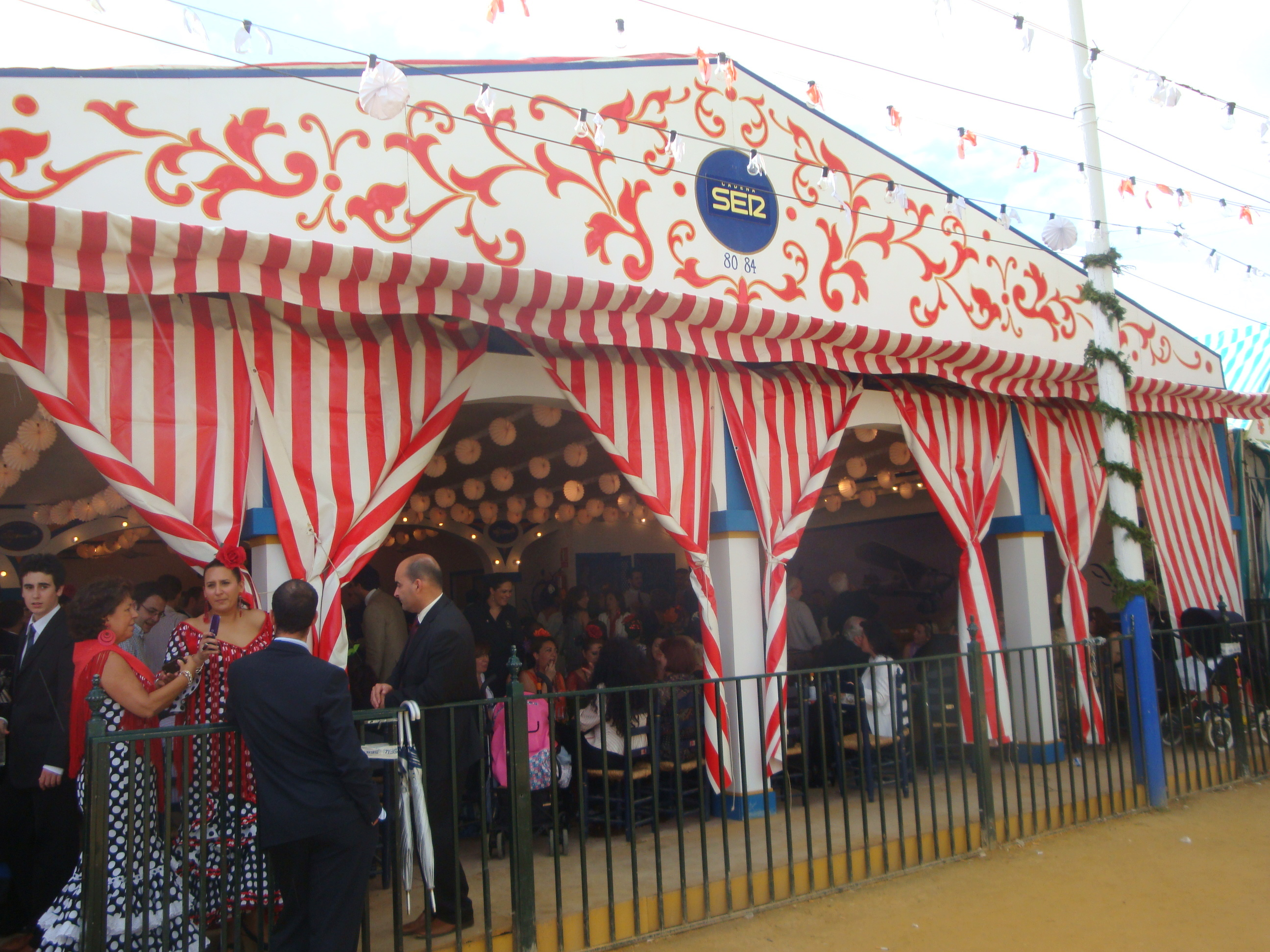
Chapiteau de Radio Sevilla dressé à l'occasion lors de la Feria de Séville d’avril 2010.

En 1972, un an après le départ à la retraite de Fernando Machado, Manuel Alonso Vicedo fut désigné directeur de la station, mais périt peu après, en même temps que quatre autres journalistes de la station, dans un accident d’automobile sur la route de Puerto de Santa María à Séville. Il fut fait appel, pour prendre la direction de la station, au journaliste José Ignacio Gabilondo, venu de San Sebastián et connu par la suite sous le nom d’Iñaki Gabilondo. Gabilondo restera à la tête de la radio jusqu’en 1976.
Entre 1973 et 1976, toutes les stations andalouses de la chaîne Cadena SER diffusaient un commun bulletin d’informations régionales, intitulé Andalucía 8:30, et ce n’est qu’en 1976 que Radio Sevilla créa sa propre émission d’information régionale.

### Après la transition démocratique
En 1982, l’intervieweur Jesús Quintero conçut sur Radio Nacional de España (RNE) l’émission El Loco de la colina (littér. le Fou de la colline), laquelle allait à partir de 1983 être réalisée sur Radio Sevilla à l’usage de toute la Cadena SER. Ladite émission obtint un grand succès d’audience en Espagne et fut en 1986 diffusée également sur la radio argentine, récoltant là aussi un vif succès public. Dans les décennies de 1980 à 2000, la station eut parmi ses collaborateurs le journaliste sportif José Antonio Sánchez Araujo.
El 2001, la municipalité de Séville a baptisé une rue de la ville du nom de « Radio Sevilla ». En 2015, Radio Sevilla s’est vu décerner la Médaille d’or d’Andalousie.